# Anton Schlembach
Anton Schlembach (ur. 7 lutego 1932 w Münnerstadt, zm. 15 czerwca 2020 w Spirze) – niemiecki duchowny rzymskokatolicki, w latach 1983–2007 biskup diecezjalny Spiry. 

## Życiorys
Święcenia kapłańskie przyjął 10 października 1956 w diecezji Würzburga, udzielił ich mu Franz König, ówczesny arcybiskup metropolita Wiednia, późniejszy kardynał. 25 sierpnia 1983 papież Jan Paweł II mianował go biskupem Spiry. Sakry udzielił mu 16 października 1983 Friedrich Wetter, ówczesny arcybiskup metropolita Monachium i Fryzyngi i zarazem jego poprzednik na tej stolicy biskupiej, późniejszy kardynał. 10 lutego 2007 opuścił swój urząd, trzy dni po osiągnięciu biskupiego wieku emerytalnego (75 lat). Od tego czasu do śmierci pozostawał biskupem seniorem diecezji. 